# Adrian Nicolaus von Barbier

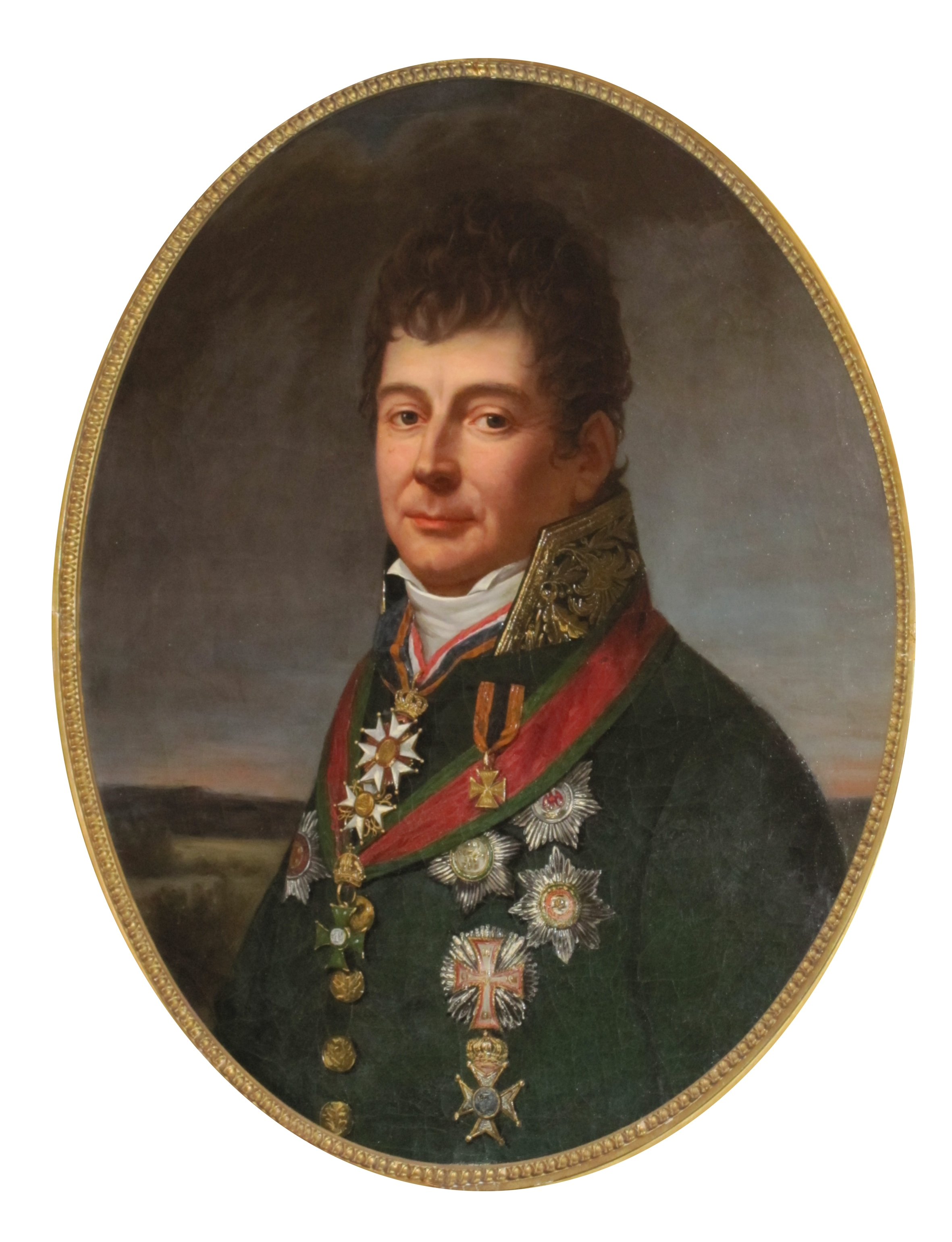
Adrian Nicolaus Freiherr von Barbier

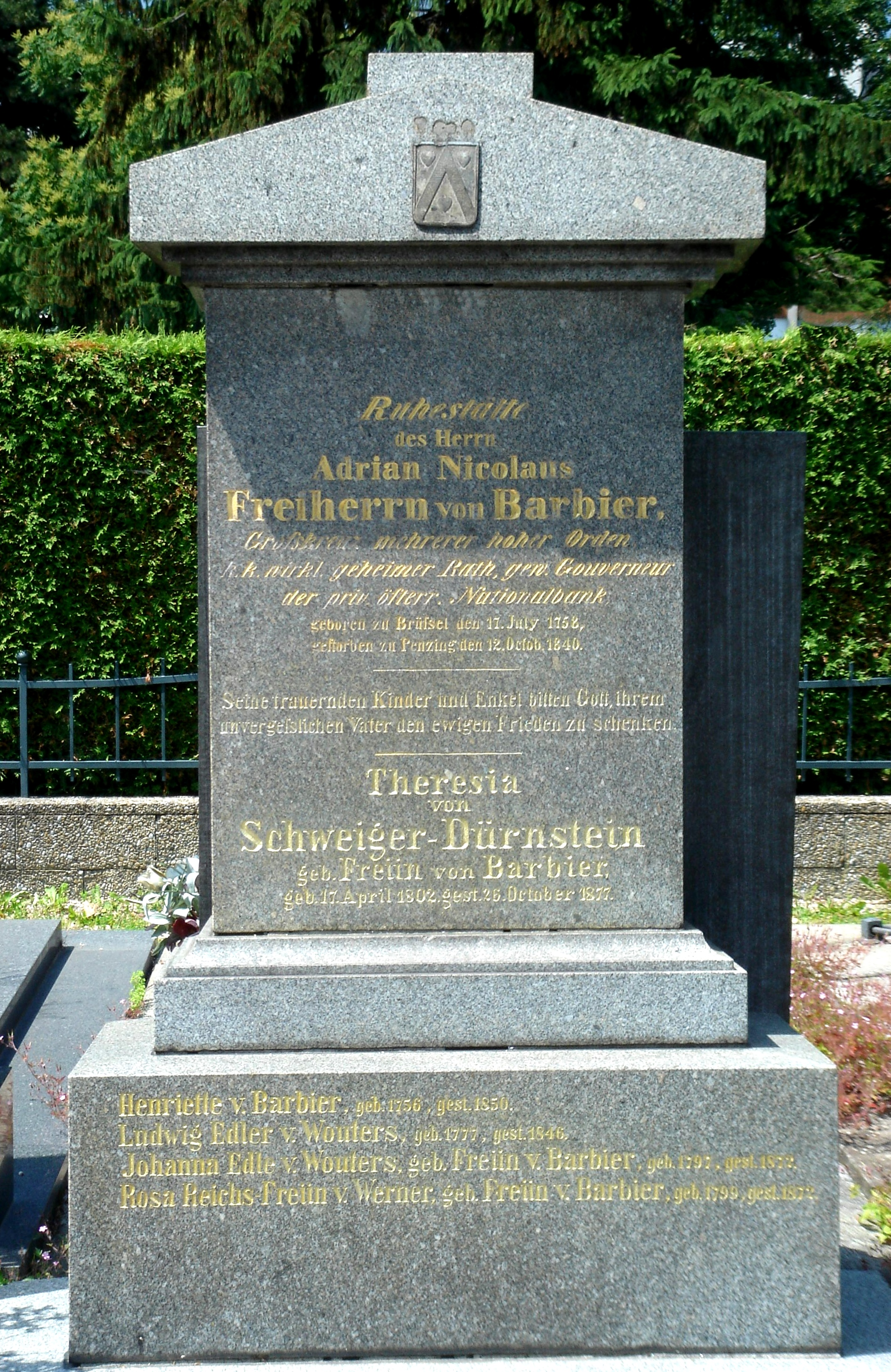
Grabstein Barbier, Penzinger Friedhof, Wien

Adrian Nikolaus Ritter von Barbier, ab 1816 Freiherr von Barbier (* 10. Juli 1758 in Brüssel; † 12. Oktober 1840 in Wien) war ein Staatsmann, österreichischer k.k. wirklicher geheimer Rath und Gouverneur der Oesterreichischen Nationalbank.

## Leben
Barbier trat 1777 in österreichische Staatsdienste, wurde 1791 Rechnungskammerrat, 1794 Domänen- und Finanzrat. In den Jahren 1792 und 1794 rettete seine Umsicht einen bedeutenden Teil des österreichischen Staatseigentums in den Niederlanden. 1802 wurde Barbier Hofrat bei der k.k. allgemeinen Hofkammer.
In den Jahren 1809 und 1810 wurde er zu den in Ofen (Budapest) abgehaltenen Konferenzen, bezüglich der Friedensverhandlungen zwischen Napoleon und Franz I. von Österreich, des Johann I. Fürst von Liechtenstein mit dem französischen Bevollmächtigten Jean-Baptiste Nompère Graf von Champagny zugezogen und stellte dessen überspannten Forderungen in Österreichs Interesse solchen Widerstand entgegen, dass Graf Champagny gegen Barbiers Anwesenheit bei den Verhandlungen protestierte.
Er wurde zum Vizepräsidenten der k.k. allgemeinen Hofkammer und zum Wirklichen Geheimen Rat erhoben. 1814 war Barbier beim Heer der Alliierten im Gefolge der obersten Armeeverwaltung, wo er so erfolgreichen Dienst leistete, dass er vom Kaiser mit dem goldenen Zivil-Ehrenkreuz ausgezeichnet wurde. Er wohnte den Konferenzen des Wiener Kongresses bei und führte im Jahr 1815 drei Kommissionen.
Barbier erhielt das Kommandeurkreuz des St. Stephans-Ordens und wurde am 9. Jänner 1816 in den österreichischen Freiherrenstand erhoben.
Nachdem Adrian Nicolaus Freiherr von Barbier einige Zeit in Paris gelebt hatte, kam er nach Wien zurück und wurde vom Kaiser in den Posten eines Gouverneurs bei der Oesterreichischen Nationalbank berufen, aus welcher Stelle er 1837 in den Ruhestand übertrat und bei dieser Gelegenheit das Großkreuz des Leopold-Ordens erhielt.
Aus der Ehe mit Maria Theresia von Deplancq, Tochter des kaiserlich niederländischen Staats- und Finanzrates Henri Ritter von Deplancq, entsprossen vier Töchter.

## Auszeichnungen
Er war Kommandeur des königlich ungarischen St. Stephans-Ordens, Träger des Goldenen Zivil-Ehrenkreuzes, des Großkreuzes des Leopold-Ordens, Ritter des russischen St. Annen-Ordens und des königlich preußischen roten Adler-Ordens erster Klasse, Großkreuz des königlich bayerischen- und des königlich sächsischen Zivilverdienst-Ordens, des königlich dänischen Danebrog-Ordens und des königlich sardinischen Mauritius und Lazarus-Ordens, Kommandeur des großherzoglich toskanischen St. Joseph-Ordens, des königlich niederländischen Löwenordens und des konstantinianischer St. Georgs-Orden von Parma, Ritter des churfürstlich hessischen goldenen Löwenordens und des päpstlichen Orden vom goldenen Sporn.